# Coney Island Baby
Albums de Lou Reed
Metal Machine Music
(1975) Rock and Roll Heart
(1976)
Coney Island Baby est le sixième album studio de Lou Reed, sorti fin 1975.
La chanson She's My Best Friend remonte à l'époque du Velvet Underground ; elle apparaît sur la compilation VU (1985).

## Titres
Toutes les chansons sont de Lou Reed.
1. Crazy Feeling – 2:56
2. Charley's Girl – 2:36
3. She's My Best Friend – 6:00
4. Kicks – 6:06
5. A Gift – 3:47
6. Ooohhh Baby – 3:45
7. Nobody's Business – 3:41
8. Coney Island Baby – 6:36

### Titres bonus
Ces titres apparaissent sur la réédition de l'album parue à l'occasion de son trentième anniversaire (2005).
1. Nowhere at All – 3:17
2. Downtown Dirt – 4:18
3. Leave Me Alone – 5:35
4. Crazy Feeling – 2:39
5. She's My Best Friend – 4:08
6. Coney Island Baby – 5:41

## Musiciens
- Lou Reed : chant, guitare, piano
- Bob Kulick : guitare
- Bruce Yaw : basse acoustique, basse électrique
- Michael Suchorsky : batterie
- Joanne Vent, Michael Wendroff, Godfrey Diamond : chœurs
- Doug Yule : basse (10, 12-14), guitare (12-14)
- Bob Meday : batterie (10, 12-14)
- Mike Fonfara : claviers (10, 12-14)